# Национальный союз горняков (Великобритания)
Национальный союз горняков (англ. National Union of Mineworkers, NUM) — профсоюз горняков в Великобритании, созданный в 1945 году и наиболее известный по участию в забастовке шахтёров в 1984—1985 годах.
Национальный союз горняков является членской организацией Британского конгресса тред-юнионов и сотрудничает с Лейбористской партией.

## История
NUM был основан в январе 1945 года на базе Шахтёрской федерации Великобритании (MFGB), существовавшей с 1889 года. На пике (1920) она охватывала до миллиона членов, добившись 8-часового рабочего дня, пенсий, страхования на случай болезни и других социальных гарантий, однако не действовала как единый централизованный профцентр для всех горняков.
Новый Национальный союз горняков сразу стал существенным фактором борьбы внутри Лейбористской партии и британской политики в целом. С победой лейбористов на выборах 1945 года в кабинте Клемента Эттли посты получили политики, связанные с шахтёрскими профсоюзами (Эньюрин Бивен), а сами угольные шахты были в 1947 году национализированы по закону 1946 года (958 из них перешли в государственную собственность, 400 меньших шахт остались в частных руках).
С 1959 по 1979 год профсоюз проводил кампании против закрытия шахт, за исключение случаев, когда пласты были истощены. Неофициальная стачка 1969 года за повышение оплаты труда занятых в наземных работах отрасли побудила понизить требования к объявлению национальной забастовки с согласия двух третей членов профсоюза до 55 % в 1970 году.
В 1972 и 1974 годах при участии NUM были проведены крупные шахтёрские забастовки, которые стали причинами поражения консервативного правительства Эдварда Хита. Когда 9 января 1972 года началась первая из этих забастовок, считалось, что горняки «не могут победить», но к работникам угольной промышленности в знак солидарности присоединились другие рабочие и инженеры, и после массового пикета склада горючего в Бирмингеме в феврале 1972 года, известного как «битва у Солтли-Гейт» и «шахтёрский Азенкур», им сопутствовал успех, а один из вожаков бастующих Артур Скаргилл стал фигурой национального масштаба.
Однако рост зарплат горняков, рекомендованный комиссией лорда Уилберфорса, не поспевал за инфляцией, и в 1973 году радикализировавшийся профсоюз шахтёров, чьим вице-президентом был избран шотландский коммунист Мик Макгэхи, потребовал повышения оплаты труда на 35 % и избрания лейбористского правительства, «преданного по-настоящему социалистической политике» с национализацией всех ключевых монополий. На рост протестной волны, особенно заметную среди шахтёров и железнодорожников, кабинет Хита ответил на рубеже 1973—1974 годов мерами экономии электроэнергии, включая перевод на трёхдневную рабочую неделю. В ответ 24 января 1974 года 81 % членов NUM проголосовали за начало общенациональной забастовки. В конечном итоге, эти настроения вызвали отставку Хита и привели к власти на первых и вторых выборах 1974 года лейбористов во главе с Гарольдом Вильсоном, немедленно выполнивших требования шахтёров о повышении зарплат более чем на треть (и повторивших этот шаг в 1975).
Наибольшую известность профсоюз получил в ходе забастовок британских шахтёров в 1984—1985 годах, когда после принятия решения о закрытии 20 шахт и сокращении 20 тысяч рабочих, горняки объявили стачку, которая длилась почти год. Несмотря на усилия NUM, бастующие потерпели неудачу, шахты были закрыты и горняки сокращены. В соответствии с антипрофсоюзными законами на Национальный союз горняков был наложен крупный штраф. Когда же профсоюз отказался уплачивать штраф, его банковские счета были заблокированы. Важную роль в подавлении правительством шахтёров сыграло использование против них полицейских сил, которые произвели 9750 арестов. 152 шахтера были приговорены к длительным срокам тюремного заключения, три человека погибли во время уличных боёв (всего по сопряжённым причинам погибло до десяти людей). Главным последствием поражения забастовки стала полная реструктуризация угольной отрасли, её приватизация и практически повсеместная ликвидация.

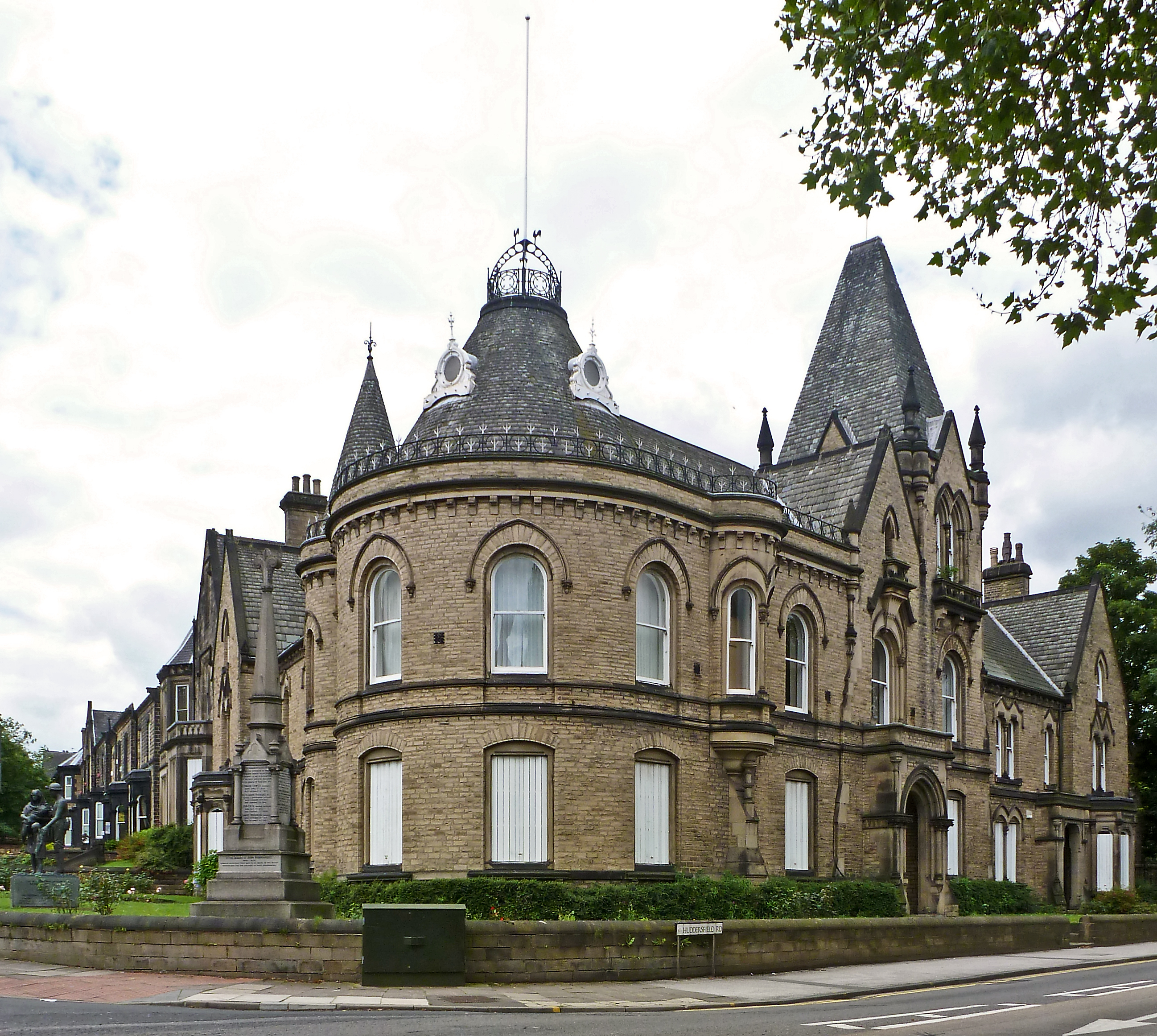
Штаб-квартира Национального союза горняков в Барнсли

## Численность
Имея более 400 тысяч членов после образования (большинство из которых ранее состояли в Шахтёрской федерации Великобритании), количество членов NUM планомерно снижалось до 1980-х годов. После провала забастовки в 1984 году, союз горняков растерял огромное количество своих сторонников. На момент 2023 года NUM действовал только в Южном Уэльсе.
| Год  | Количество членов |
| ---- | ----------------- |
| 1946 | 423 085           |
| 1981 | ≈ 170 000         |
| 2016 | 750               |
| 2018 | 311               |
| 2023 | 82                |

## Иностранное финансирование
В ходе и после забастовки 1984—1985 годов, NUM неоднократно обвинялся в финансировании из-за рубежа. Вопрос о советском финансировании забастовки поднимался на встрече Маргарет Тэтчер и Михаила Горбачёва в декабре 1984 года, где последний заявил о том, то СССР не передавал деньги профсоюзу. Также, в 1990 году в газете Daily Mirror была опубликована серия статей, в которой президент NUM Артур Скаргилл обвинялся в получении денежных средств на забастовку из Ливии и в использовании этих средств в личных целях. В 2002 году бывший главный редактор Daily Mirror Рой Гринслейд выпустил опровержение и извинился перед Скаргиллом и руководством профсоюза.